# 양주팔괴
양주팔괴(揚州八怪)는 금농(金農)을 필두로 나빙(羅聘), 정섭(鄭燮), 이선(李鱓), 왕사신(汪士慎), 이방응(李方膺), 고봉한(高鳳翰), 황신(黄慎), 민정(閔貞) 외에 고상(高翔), 거기에 화암(華嚴)을 더하여 함께 이르는 말이다. 대부분은 양주(揚州) 이외의 출신(出身)으로 자유로운 분위기와 경제적인 원조를 구해 양주에 정착한 사람들이다. 명대 중기(明代中期) 이후 현저해진 문인화가의 직업화(職業化)의 좋은 본보기이다.

## 같이 보기
- 양저우시